# 考平甘島
8°16′31.36″N 98°30′02.02″E / 8.2753778°N 98.5005611°E
考平甘島是位於泰國南部攀牙府攀牙灣國家公園中的兩個島嶼之統稱。距其40米之外豎立著一個高為20米的島嶼——達舖島。詹姆士·龐德系列電影曾在此拍攝，考平甘島因此被稱為007島或詹姆士·龐德島（James Bond Island）。

## 島名由來
考平甘在泰語中意思是「對峙的山」。其中「考」（Khao）在泰語中是「山」的意思。距之不遠的達舖島，其名字「Tapu」在泰語中意為「釘子」，因其像一根釘子直立於海中，故而得名。這裡曾是1974年007電影「金槍人」取景地，從此隨著電影聲名大噪，外人多慣稱之為詹姆士·龐德島。而旅遊指南上多將考平甘島稱為詹姆士·龐德島（有時也稱呼達舖島為詹姆士·龐德島），其原始名稱甚至變得很少使用了。

## 歷史
在1974年之前，考平甘島是個很少人訪問的原始地域。1974年，被選為007電影「金槍人」取景地。在影片中，該島是詹姆士·龐德的對頭法蘭西斯哥·史卡拉曼的棲居地。影片上映後，考平甘島成為一個熱門的景點，生活垃圾開始污染該地域。
1981年，考平甘島成為新建立的攀牙灣國家公園中最知名的一個景點。從1998年開始，當地禁止遊客的船隻接近達舖島。出臺這項措施是為了避免該島及其附近的石灰岩因受到侵蝕而崩塌。

## 圖片

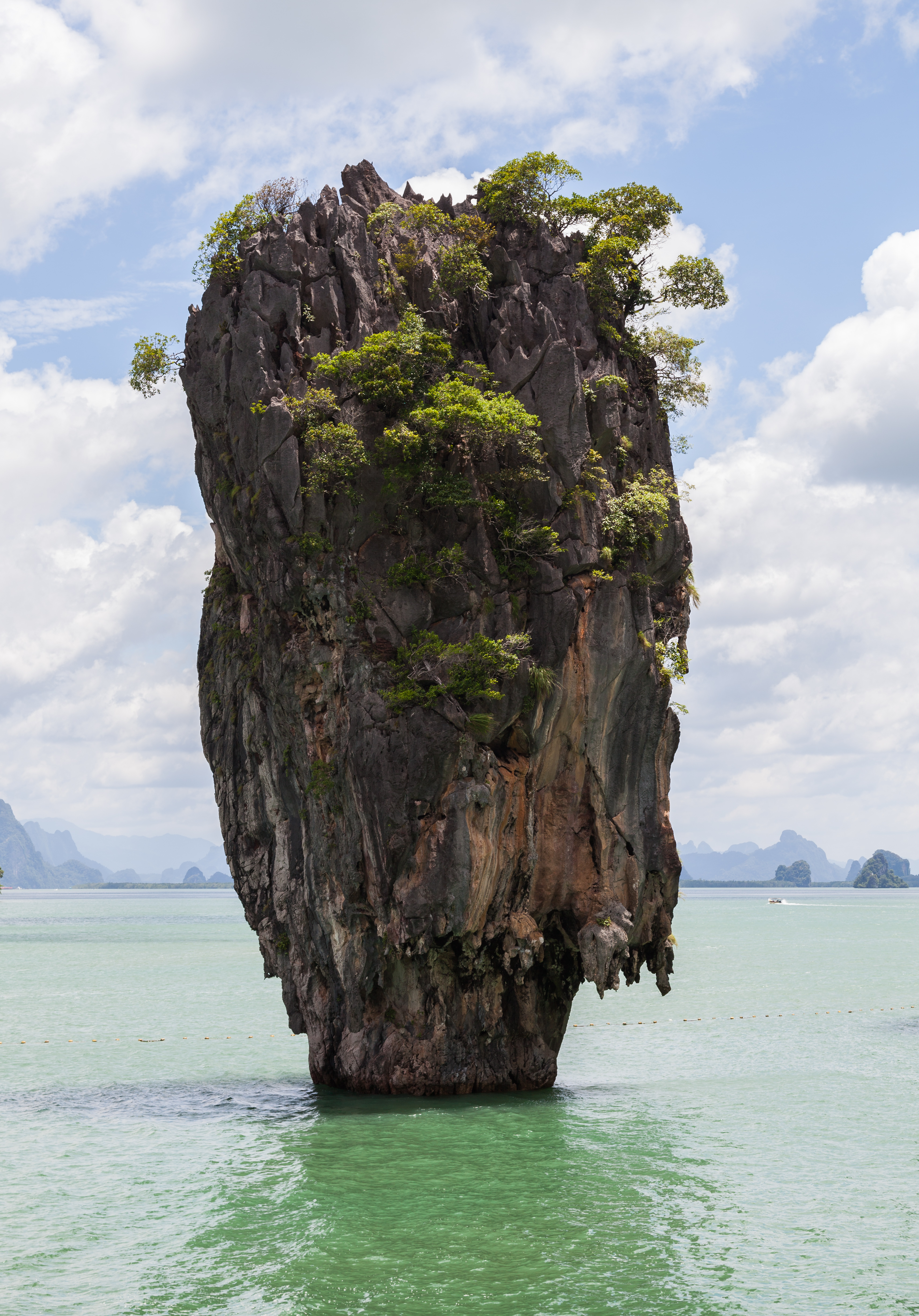
達舖島
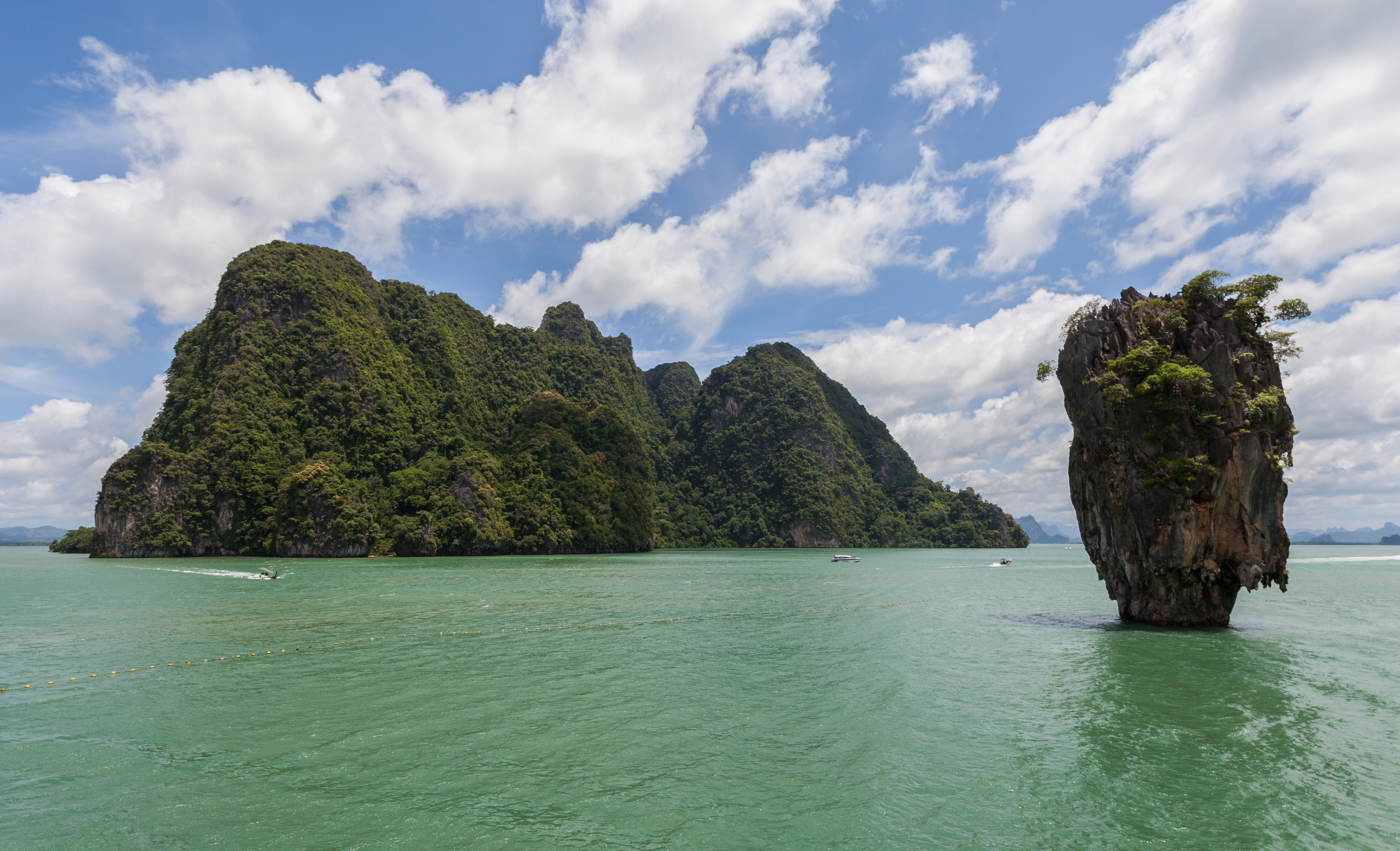
考平甘島（左）與達舖島（右）